# Saint-Paul-de-Montminy
Saint-Paul-de-Montminy es un municipio canadiense situado en la provincia de Quebec.

## Superficie
Saint-Paul-de-Montminy tiene una superficie de 162,77 km².

## Demografía
En 2021, tenía 849 habitantes, una densidad poblacional de 5,2 hab./km², y 520 viviendas.